# Comuna Rønde
Rønde (Rønde Kommune) a fost o comună din comitatul Århus Amt, Danemarca, care a existat între anii 1970-2006. Comuna avea o suprafață totală de 101,16 km² și o populație de 6.851 de locuitori (în 2003), iar din 2007 teritoriul său face parte din comuna Syddjurs.
1. ↑   https://www.retsinformation.dk/eli/lta/1970/62 Lipsește sau este vid: |title= (ajutor)
2. ↑  Danske borgmestre 1970-2018 (PDF)